# 全日空724便ハイジャック事件
全日空724便ハイジャック事件（ぜんにっくう724びんハイジャックじけん）は、1977年（昭和52年）3月17日に全日本空輸724便（ボーイング727型機）がハイジャックされかけた事件である。

## 事件の概略
全日空724便は千歳空港から仙台空港に向かう短距離路線として運航されていた。同機には乗員7人、乗客36人が搭乗していた。
午後0時40分ごろ青森県の下北半島上空5200メートルを巡航中、男が機内の前方をうろつき始め客室乗務員に「ドアを開けろ」と脅迫した。客室乗務員は犯行前から男の様子がおかしかったため警戒しており「トイレはこちらです」と対応すると、男が逆上して「そうじゃない操縦席のドアを開けろ」と言い放ち客室乗務員にナイフを突きつけた。この行動に対し乗客4人がハイジャック犯を取り押さえた。
724便は午後1時24分に函館空港に緊急着陸し、北海道警察函館中央署に航空機の強取等の処罰に関する法律違反で逮捕された。

## 犯行動機
被疑者は当時27歳の北海道岩見沢市在住の元国立大学生の無職の男だった。大学で哲学を学んでいたが、独学でもできると思い退学した。しかし思うようにいかなくなり、親に経済的負担をかけたくないとの思いから、どこか近くの外国に行くためにハイジャックしようとしたという漠然とした動機であった。
なお、仙台・千歳便を選んだ動機は運行便が大きくないためハイジャックしやすいと思ったというもので、凶器のジャックナイフは右足の土踏まずに隠して保安検査をパスしていた。